# 黄士康
黄士康（1937年1月—2024年2月21日），上海人，中华人民共和国政治人物、外交官。

## 生平
1958年，黄士康从北京外国语学院西班牙语专业毕业，进入高级翻译班进修，进修期间曾参加《毛泽东选集》第四卷翻译工作。1962年，进入中华人民共和国外交部，从事翻译工作。1986年3月，出任中华人民共和国驻智利大使。1990年9月，出任中华人民共和国驻墨西哥大使。1996年6月，出任中华人民共和国驻哥伦比亚大使。2000年1月，自驻哥伦比亚大使离任。
2024年2月21日，黄士康去世，得年87岁。